# Black Sheep (1996)
Black Sheep (bra: Ovelha Negra, prt: Trapalhões na Política) é uma comédia cinematográfica estadunidense de 1996 dirigida por Penelope Spheeris e estrelada por Chris Farley e David Spade, membros do programa de televisão Saturday Night Live. 

## Sinopse
Al Donnelly é um candidato ao governo de Washington, D.C cuja única pedra no sapato é seu embaraçoso irmão Mike, um trapalhão esquisito e barulhento. Para mantê-lo fora do caminho de Al, o assessor Steve Doods é incumbido de vigiá-lo, mas isso não é tão fácil.

## Elenco
- Chris Farley - Mike Donnelly
- David Spade - Steve Dodds
- Tim Matheson - Al Donnelly
- Christine Ebersole - Governador Tracy